# Jardín Botánico Wahiawa
El Jardín Botánico Wahiawa (en inglés: Wahiawa Botanical Garden) es un arboreto y jardín botánico de 109,000 m² (27 acres) de extensión que se ubica en Wahiawa, Oahu, Hawái. 
El código de identificación del Wahiawa Botanical Garden como miembro del "Botanic Gardens Conservation International" (BGCI), así como las siglas de su herbario es HWG.

## Localización
Se ubica en una meseta elevada en la parte central de la isla de Oahu. Con una temperatura fresca lo que lo hace ideal para cultivar plantas de climas tropicales que se desarrollan en alturas y precisan de una temperatura fresca.
Wahiawa Botanical Garden, Honolulu Botanic Gardens 0 N. Vineyard Boulevard, Honolulu, Hawái HI 96817 United States of America-EE. UU.
Planos y vistas satelitales.21°30′N 158°01′O / 21.500, -158.017

## Historia
El jardín botánico creado en 1957 es uno de los cinco jardines botánicos integrante del Sistema de Jardines Botánicos de Honolulu.
El sitio del jardín botánico comenzó a configurarse en la década de 1920, en el terreno arrendado a la asociación de cultivadores de la caña de azúcar de Hawái en el estado de Hawái con la intención de comenzar una plantación experimental de árboles. 
La mayor parte de los grandes árboles del jardín son de estas fechas. La finca fue transferida a Honolulu en 1950, y se abrió como jardín botánico en 1957. 

## Colecciones

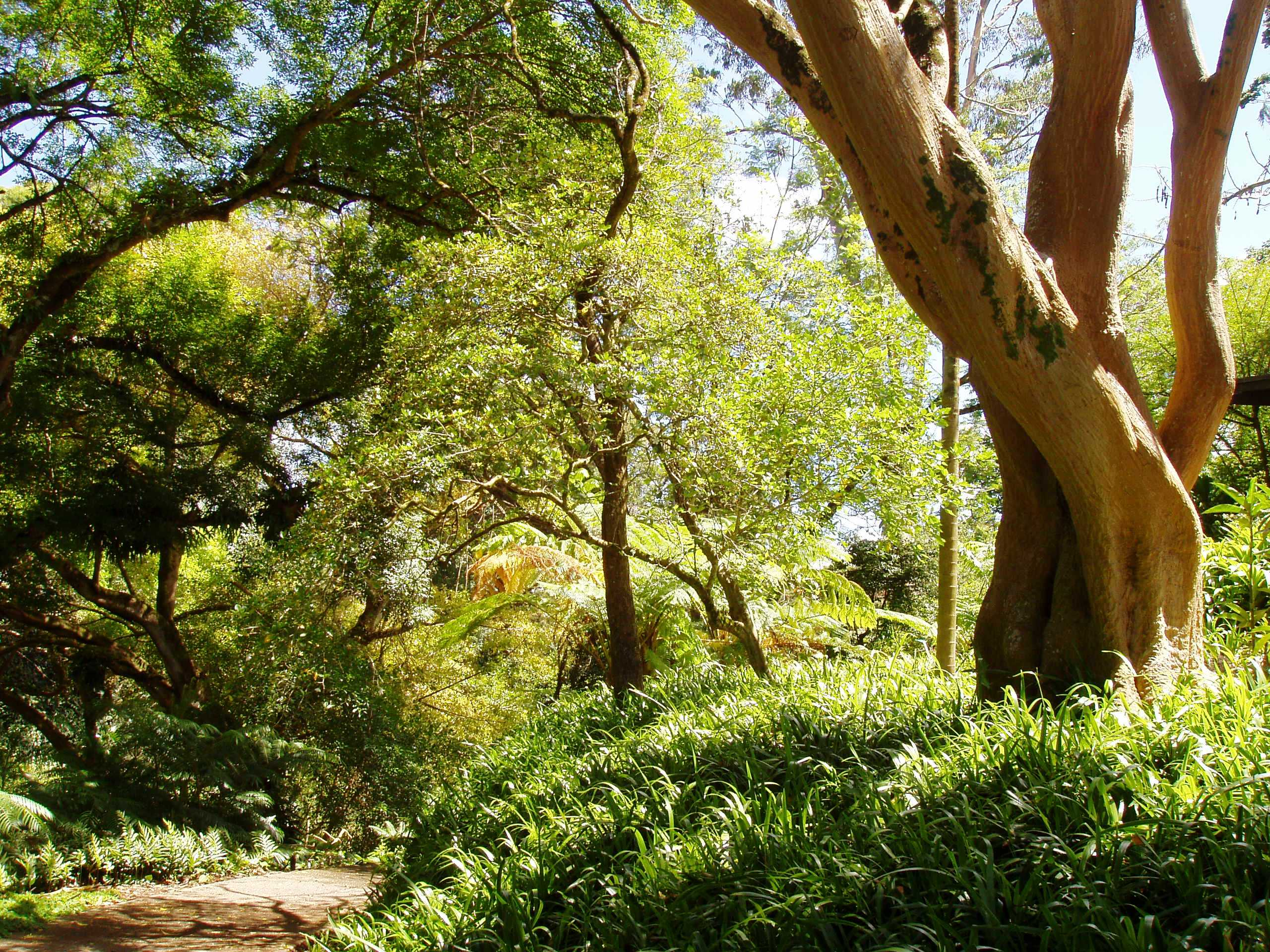
Zona boscosa del jardín botánico Wahiawa.

Es un jardín de meseta tropical lluviosa, con especies procedentes de las mayores regiones tropicales de todo el mundo, agrupadas en diferentes colecciones.
Se hace un énfasis especial en la conservación de las plantas nativas de Hawái y Polinesia, además de arecaceae, aroides, y heliconias.
En las colecciones del jardín botánico se incluyen: jengibre azul (Dichorisanda thyrsiflora), Cibotium chamissoi, Acacia koa, Jacaranda mimosifolia, Nageia nagi, Angiopteris evecta, Pseudobombax ellipticum (shaving brush), Clusia rosea (árbol Autógrafo), Myristica fragrans (Nuez moscada), Pimenta dioica (pimienta, especia), Ravenala madagascariensis (palma de los viajeros), Chrysophyllum oliviforme, Pandanus utilus, Parkia javanica, Enterolobium cyclocarpum, Parmentiera cerifera (árbol de las velas), Dillenia indica (Manzana de Elefante), Ficus macrophylla, Agathis robusta (Queensland Kauri), Brownea macrophylla, Manilkara zapota (chicle), Cinnamomum camphora (alcanfor), Cedrela odorata, Bambusa vulgaris (bambú), Eucalyptus deglupta, Ochrosia elliptica, Freycinetia arbórea, y Pipturus albidus.